# Marjan Husner
Marjan Husner (ukrainisch Мар'ян Гузнер; * 22. Mai 1992 in Lwiw) ist ein ukrainischer Naturbahnrodler. Er startet im Einsitzer und im Doppelsitzer und nimmt seit 2007 an Weltcuprennen sowie seit 2008 an Welt- und Europameisterschaften teil.

## Karriere
Marjan Husner gab sein internationales Debüt am 14. Januar 2007 in Umhausen im zweiten Weltcuprennen der Saison 2006/2007, wo er 35. wurde. In seinem nächsten Weltcuprennen in Longiarü kam er allerdings nur auf Rang 43 und wurde damit 49. in der Gesamtwertung. In der Saison 2007/2008 nahm Marjan Husner an allen sechs Weltcuprennen teil, sowohl im Einsitzer als auch mit Jewhen Prysjaschnjuk im Doppelsitzer, erreichte in beiden Disziplinen aber meist nur Platzierungen im Schlussfeld. Im Einsitzer fuhr er mit Platz 28 in Umhausen und Rang 30 in Moos in Passeier zweimal in die Top 30 und wurde 35. im Gesamtweltcup. Im Doppelsitzer kamen Prysjaschnjuk/Husner einmal auf Platz zehn und fünfmal auf Rang elf, womit sie mit zwei Punkten Vorsprung auf ihre Landsmänner Witalij Sacharow und Ihor Senjuk immerhin den neunten Gesamtrang unter 18 Doppelsitzerpaaren erreichten. Im selben Winter startete Marjan Husner auch erstmals bei Titelkämpfen und belegte bei der Europameisterschaft 2008 in Olang den 29. Platz im Einsitzer, im Doppelsitzer mit Prysjaschnjuk aber nur den 14. und letzten Platz. Bei der Juniorenweltmeisterschaft 2008 in Latsch kam Husner im Einsitzer nur als Drittletzter auf Platz 23 ins Ziel und auch bei der Junioreneuropameisterschaft 2009 in Longiarü war er als 24. nur Drittletzter.
In der Saison 2008/2009 startete Marjan Husner nicht im Doppelsitzer, sondern trat nur im Einsitzer an. Bei seinen vier Weltcupstarts fiel er einmal aus und verfehlte dreimal nur knapp die Top 30, was im Gesamtweltcup den 42. Platz bedeutete. Bei der Weltmeisterschaft 2009 in Moos in Passeier blieb er knapp hinter seinen Weltcupergebnissen und belegte Rang 34. In der Saison 2009/2010 nahm Husner wie im Vorjahr an vier Weltcuprennen im Einsitzer teil und konnte sich dabei leicht verbessern. Diesmal schaffte er es dreimal unter die schnellsten 30, wobei seine besten Ergebnisse zwei 28. Plätze in den ersten beiden Rennen in Nowouralsk waren. Im Gesamtweltcup erreichte er damit den 33. Platz und war zum ersten Mal der bestplatzierte Ukrainer. Husner nahm auch wieder an zwei Weltcuprennen im Doppelsitzer teil. Im ersten Saisonrennen startete er mit Ihor Senjuk, fiel aber im ersten Lauf aus, und im vierten Saisonrennen mit Stepan Irschak, kam dabei allerdings nur auf den 12. und letzten Platz. Bei der Europameisterschaft 2010 in St. Sebastian startete er im Doppelsitzer mit Andrij Tolopko; die beiden wurden jedoch im ersten Lauf disqualifiziert. Im Einsitzer belegte Marjan Husner als bester seines Landes den 28. Platz. Im Mannschaftswettbewerb war er im Einsitzer und im Doppelsitzer mit Andrij Tolopko am Start und belegte mit dem zweiten Einsitzer Julija Melnyk den neunten Platz unter zehn Teams. Bei der Juniorenweltmeisterschaft 2010 in Deutschnofen belegte er im Einsitzer Rang 21 und gemeinsam mit Stepan Irschak Platz sieben im Doppelsitzer.
In der Saison 2010/2011 war Husner nur im Einsitzer am Start. Zu Beginn erreichte er in Nowouralsk mit den Plätzen 22 und 21 seine bisher besten Ergebnisse im Weltcup. Dabei belegte er in dem relativ kleinen Starterfeld aber jeweils nur den vorletzten Platz. Nachdem er an den nächsten beiden Weltcuprennen nicht teilgenommen hatte, kam er am Saisonende noch zweimal unter die schnellsten 25, womit er sich auf den 24. Platz im Gesamtweltcup verbesserte. Bei der Weltmeisterschaft 2011 in Umhausen erzielte er als bester Ukrainer den 28. Platz im Einsitzer. Eine Woche danach fuhr er bei der Junioreneuropameisterschaft 2011 in Laas auf Platz 21. In der Saison 2011/2012 nahm Husner zusammen mit Andrij Tolopko wieder regelmäßig an den Doppelsitzerwettbewerben im Weltcup teil. Mit Platzierungen knapp hinter den Top 10 kamen sie aber meist nur am Ende des Feldes ins Ziel. Im Gesamtweltcup belegten sie den elften Platz. Im Einsitzer waren Husners beste Weltcupergebnisse des Winters der 25. Platz im Auftaktrennen in Latzfons und der 23. im Finale in Umhausen. Im Gesamtweltcup wurde er 27. Bei der Europameisterschaft 2012 in Nowouralsk fuhr Husner im Einsitzer auf Platz 26 unter 31 gewerteten Rodlern. Mit Tolopko belegte er im Doppelsitzer den zehnten und letzten Platz und im Mannschaftswettbewerb zusammen mit den beiden türkischen Einsitzern Asuman Bayrak und İsa Güzeloğlu den neunten und ebenfalls letzten Platz. Bei der Juniorenweltmeisterschaft 2012 startete Husner nur im Einsitzer. Er belegte unter 27 Rodlern den 18. Rang.

## Erfolge

### Weltmeisterschaften
- Moos in Passeier 2009: 34. Einsitzer
- Umhausen 2011: 28. Einsitzer

### Europameisterschaften
- Olang 2008: 29. Einsitzer, 14. Doppelsitzer (mit Jewhen Prysjaschnjuk)
- St. Sebastian 2010: 28. Einsitzer, 9. Mannschaft
- Nowouralsk 2012: 26. Einsitzer, 10. Doppelsitzer (mit Andrij Tolopko), 9. Mannschaft

### Juniorenweltmeisterschaften
- Latsch 2008: 23. Einsitzer
- Deutschnofen 2010: 21. Einsitzer, 7. Doppelsitzer (mit Stepan Irschak)
- Latsch 2012: 18. Einsitzer

### Junioreneuropameisterschaften
- Longiarü 2009: 24. Einsitzer
- Laas 2011: 21. Einsitzer

### Weltcup
- Zweimal unter den besten 30 im Einsitzer-Gesamtweltcup
- Einmal unter den besten 10 im Doppelsitzer-Gesamtweltcup
- Sechs Top-25-Platzierungen in Einsitzer-Weltcuprennen
- Eine Top-10-Platzierung in Doppelsitzer-Weltcuprennen